# Mercedes Aragonés de Juárez
Mercedes Marina Aragonés de Juárez (Santiago del Estero, Argentina, 12 de septiembre de 1926-Santiago del Estero, 25 de julio de 2023), conocida comúnmente como Nina, fue una política argentina, que ocupó el cargo de gobernadora de la Provincia de Santiago del Estero desde el 12 de diciembre de 2002, cuando suplantó a Darío A. Moreno, hasta el 1 de abril de 2004, cuando el gobierno del presidente Néstor Kirchner intervino la provincia. Fue la segunda mujer gobernadora no interina en la historia de Argentina, además del caso más reciente en este país de un mandatario provincial despojado de su cargo por medio de una intervención federal.

## Biografía
Se desempeñó entre 1973 y 1976 como subsecretaria de Promoción y Asistencia a la Comunidad. Entre 1983 y 1987 fue Secretaria de la Mujer de Santiago del Estero, y entre 1995 y 1998 se desempeñó como ministra de la Mujer, designada por su marido Carlos Juárez. Fue Diputada Nacional por Santiago del Estero, entre 1993 y 2001, electa en tres ocasiones.
Fue elegida vicegobernadora con Carlos Díaz, quien ya se venía desempeñando como gobernador por la renuncia de Carlos Juárez por motivos de salud. 
Posteriormente fue elegido gobernador en 2002, junto con la esposa de Juárez, Mercedes Aragonés de vicegobernadora con cerca del 70 por ciento de los votos. Asume su cargo, aunque Aragonés no lo hace, alegando motivos de salud.Aragonés no asumiría al momento de la renuncia de este, ya que argumentó motivos médicos para postergar su asunción —ni siquiera había sido juramentada como vicegobernadora por dicho motivo—, por lo que el presidente de la legislatura Darío Moreno se hizo cargo del ejecutivo entre noviembre y diciembre de 2002, cuando finalmente asume.
Tras la muerte de Carlos Juárez, se alejó de la política. El partido Cruzada Santiagueña, que buscaba heredar el espacio político del juarismo, dio pelea en algunas de las compulsas electorales después de la caída de este, liderado por el abogado, Francisco Cavalotti. 
Murió en una clínica privada de la capital santiagueña el 25 de julio de 2023, a las 7:30 de la mañana.